# 61 Pułk Piechoty (II RP)
61 pułk piechoty (61 pp) – oddział piechoty Armii Wielkopolskiej i Wojska Polskiego II RP.
Pułk wchodził w skład 15 Wielkopolskiej Dywizji Piechoty.
Stacjonował do 1939 w garnizonie Bydgoszcz.

## Formowanie i zmiany organizacyjne
Utworzony został 6 lutego 1919 jako pułk zapasowy Grupy Zachodniej. Przemianowany 15 marca 1919 na 7 pułk Strzelców Wielkopolskich, a 7 stycznia 1920 na 61 pułk piechoty. „Grupa Zachodnia” powstała z zorganizowanego wcześniej 2 batalionu Garnizonu Poznań i kilku kompanii pochodzących z wielkopolskich drużyn powstańczych (ze Zbąszynia, Bukowca, Duszników, Lwówka i Pniew), istniejących od listopada 1918.
3 maja 1919 gen. piech. Józef Dowbor-Muśnicki rozkazem nr 119 zatwierdził dzień 4 marca (św. Kazimierza) jako święto pułkowe dla 7 pułku Strzelców Wielkopolskich.
W grudniu 1919 batalion zapasowy pułku stacjonował w Gnieźnie.

## Powstanie wielkopolskie
Pododdziały przyszłego pułku walczyły 10 stycznia 1919 r. o Zbąszyń. Do końca lipca 1919 r. 7 pułk Strzelców Wielkopolskich bił się na zachodnim, później na północnym odcinku frontu wielkopolskiego (od Rynarzewa po Czarnków). W styczniu i lutym 1920 r. zajął Ziemię Chodzieską i Wyrzyską – 19 stycznia 1920 r. wkroczył do Chodzieży, a następnie do Śmiłowa, Wyrzyska, Białośliwia i Wysokiej. Na przełomie stycznia i lutego pułk obsadził granicę między Kępnem a Rawiczem, po czym wrócił do Chodzieży, która na krótko stała się miastem garnizonowym pułku i gdzie na miejscowym rynku 1 marca 1920 r. otrzymał sztandar (z napisem „Honor i Ojczyzna” oraz nazwami pól bitew pułku na ramionach krzyża, po drugiej stronie: orzeł biały pośrodku krzyża kawalerskiego, między jego ramionami cyfra „61" w wieńcu laurowym).

## Wojna z bolszewikami 1920
W początkach marca 1920 przerzucony został na front wschodni przeciwko Armii Czerwonej do obszaru Brody – Krasne – Złoczów, następnie brał udział w wyprawie kijowskiej, nacierając w kierunku Berdyczowa.
25 kwietnia 1920 zgrupowana nad Słuczem 15 Wielkopolska Dywizja Piechoty przystąpiła do natarcia. Maszerowała po obu stronach linii kolejowej Szepetówka-Połonne-Berdyczów-Koziatyn.
Jej prawe skrzydło tworzyła grupa gen. Anatola Kędzierskiego w składzie 61. i 62 pułk piechoty. Grupa otrzymała zadanie działać w kierunku na Berdyczów.
26 kwietnia wielkopolskie pułki podeszły pod Berdyczów i zaatakowały dworzec kolejowy broniony przez oddziały 44 Dywizji Strzelców. Opór przeciwnika szybko złamano i do wieczora opanowano całe miasto.
8 maja 1920 pułk wkroczył do Kijowa, gdzie następnego dnia uczestniczył w defiladzie wojsk polskich na Kreszczatiku. Cofając się następnie pod naporem Armii Czerwonej, zajął stanowiska na przedpolu Warszawy w składzie 1 Armii. W czasie polskiej kontrofensywy 23 września przełamał front pod Mścibowem i Gnieznem k. Wołkowyska. Ostatni ważniejszy bój pułku to udzielenie pomocy 11 października 1920 58 pułkowi piechoty w walce o Kojdanów.

### Mapy walk pułku

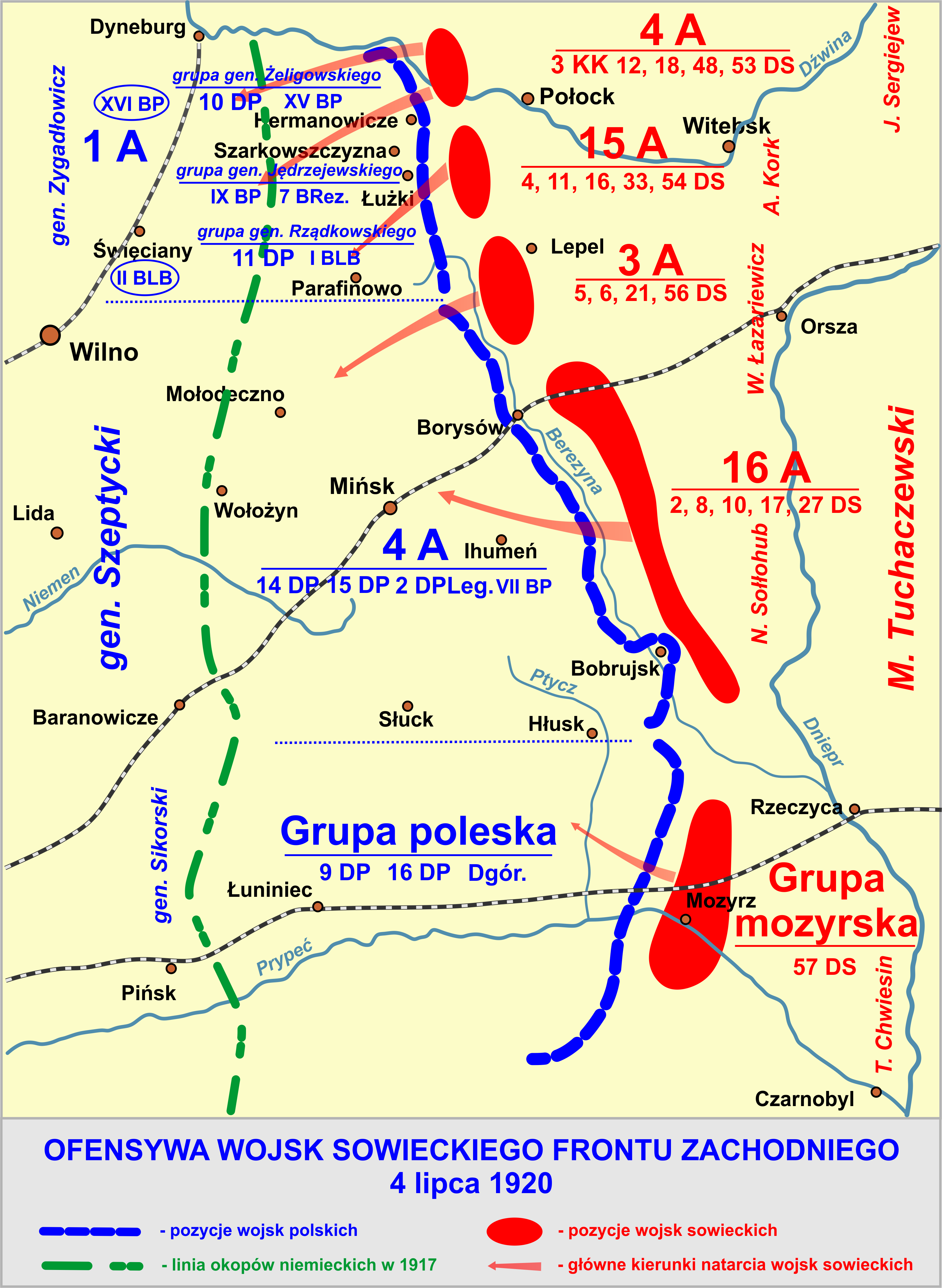
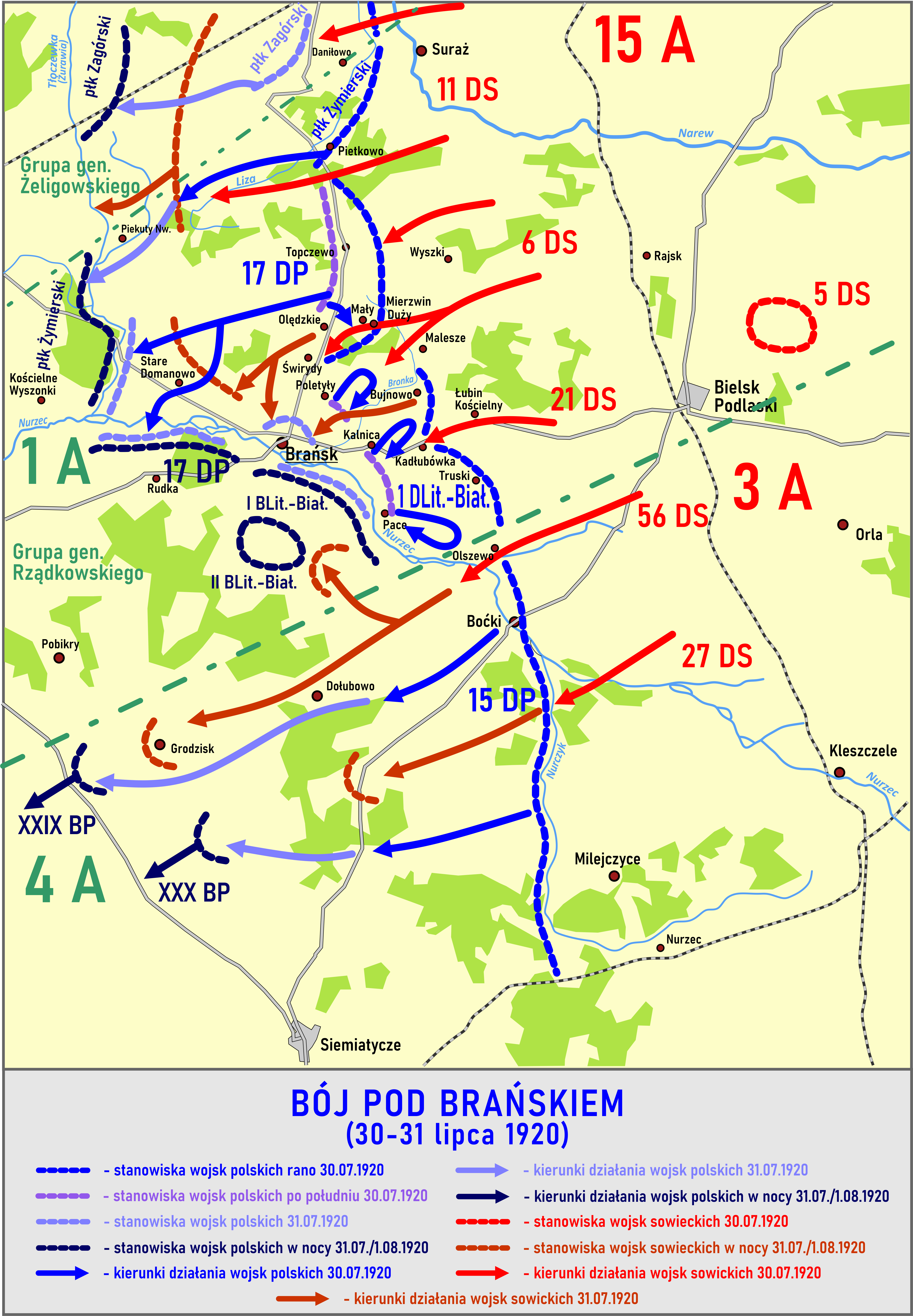
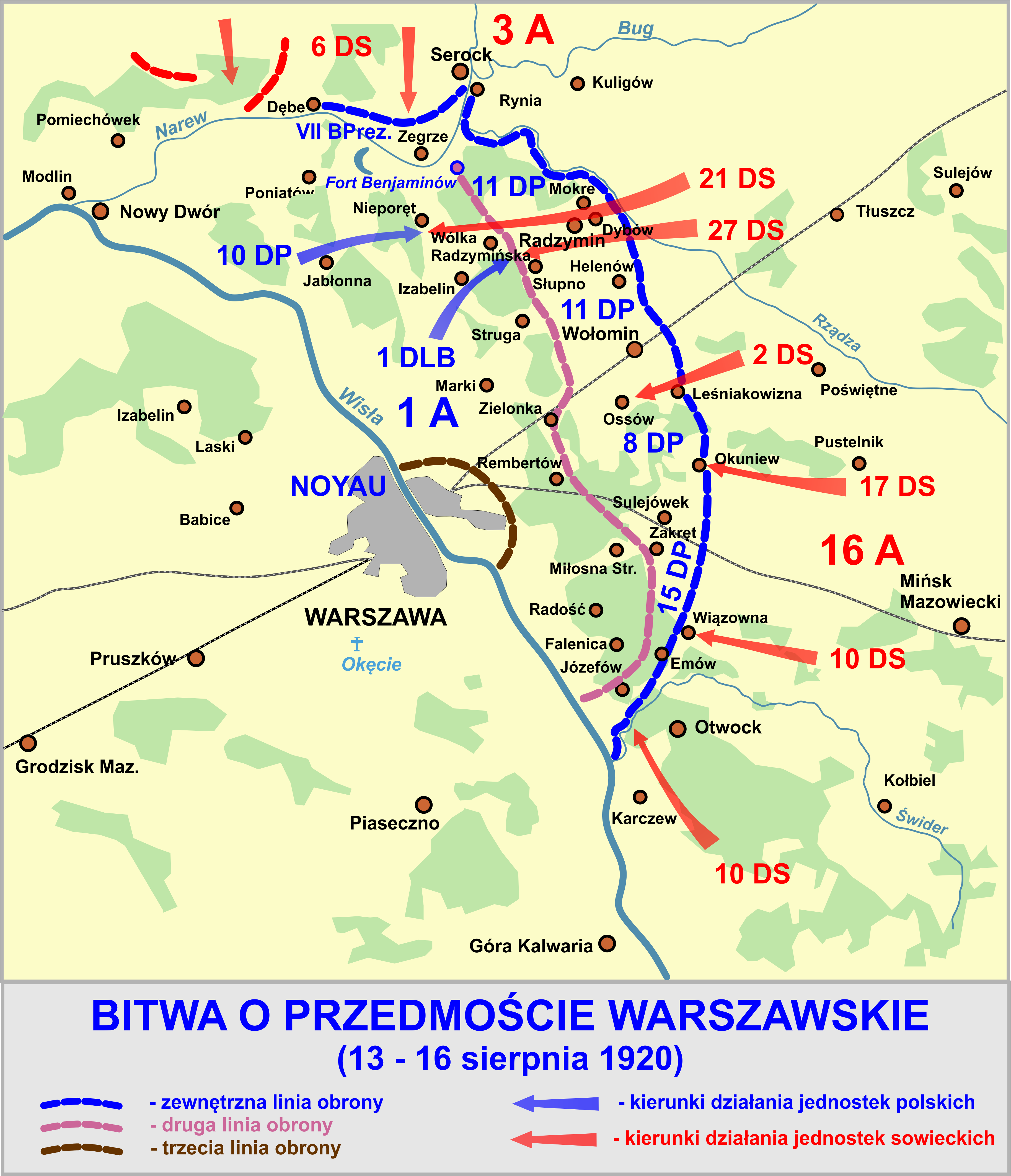
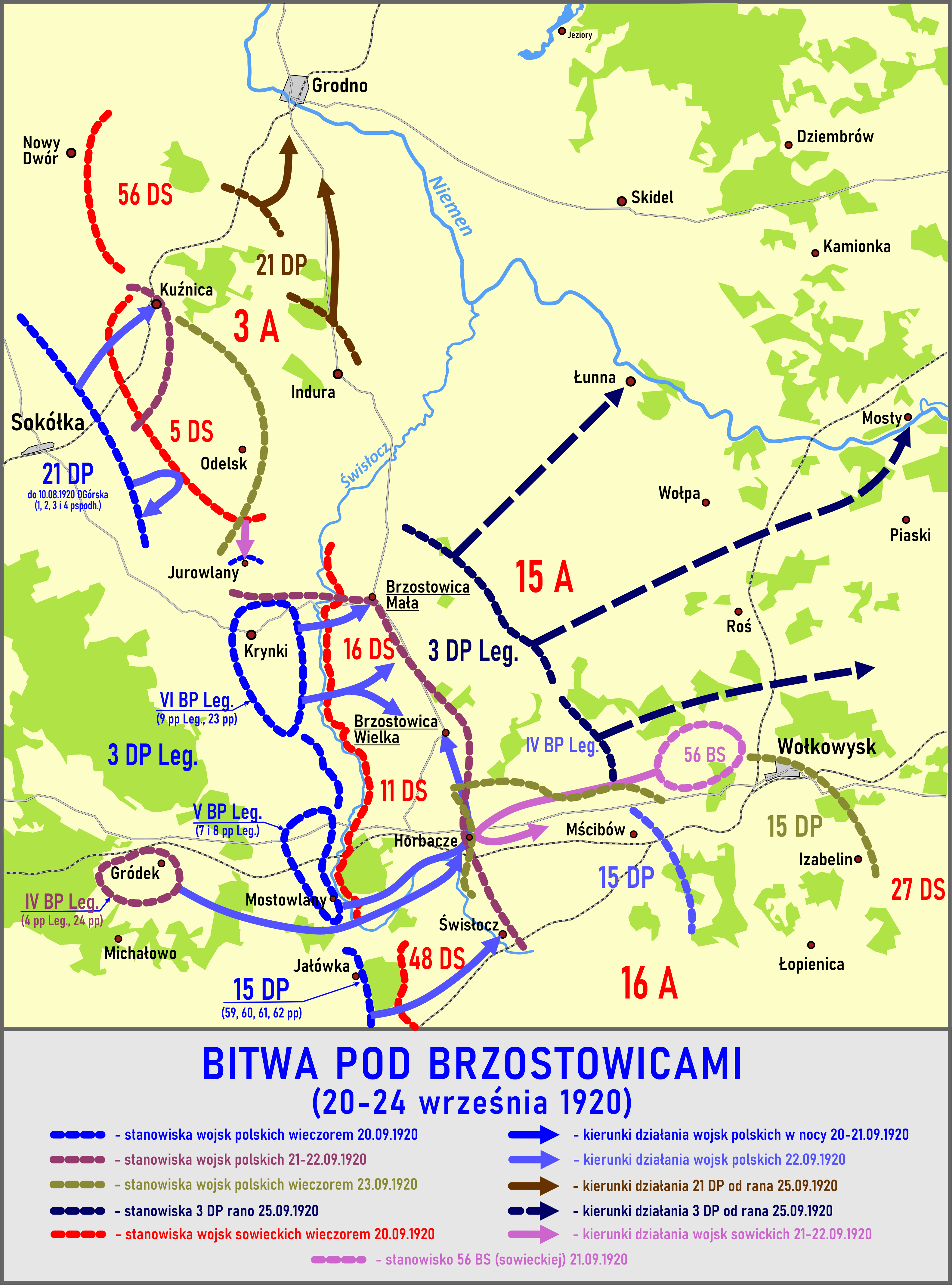
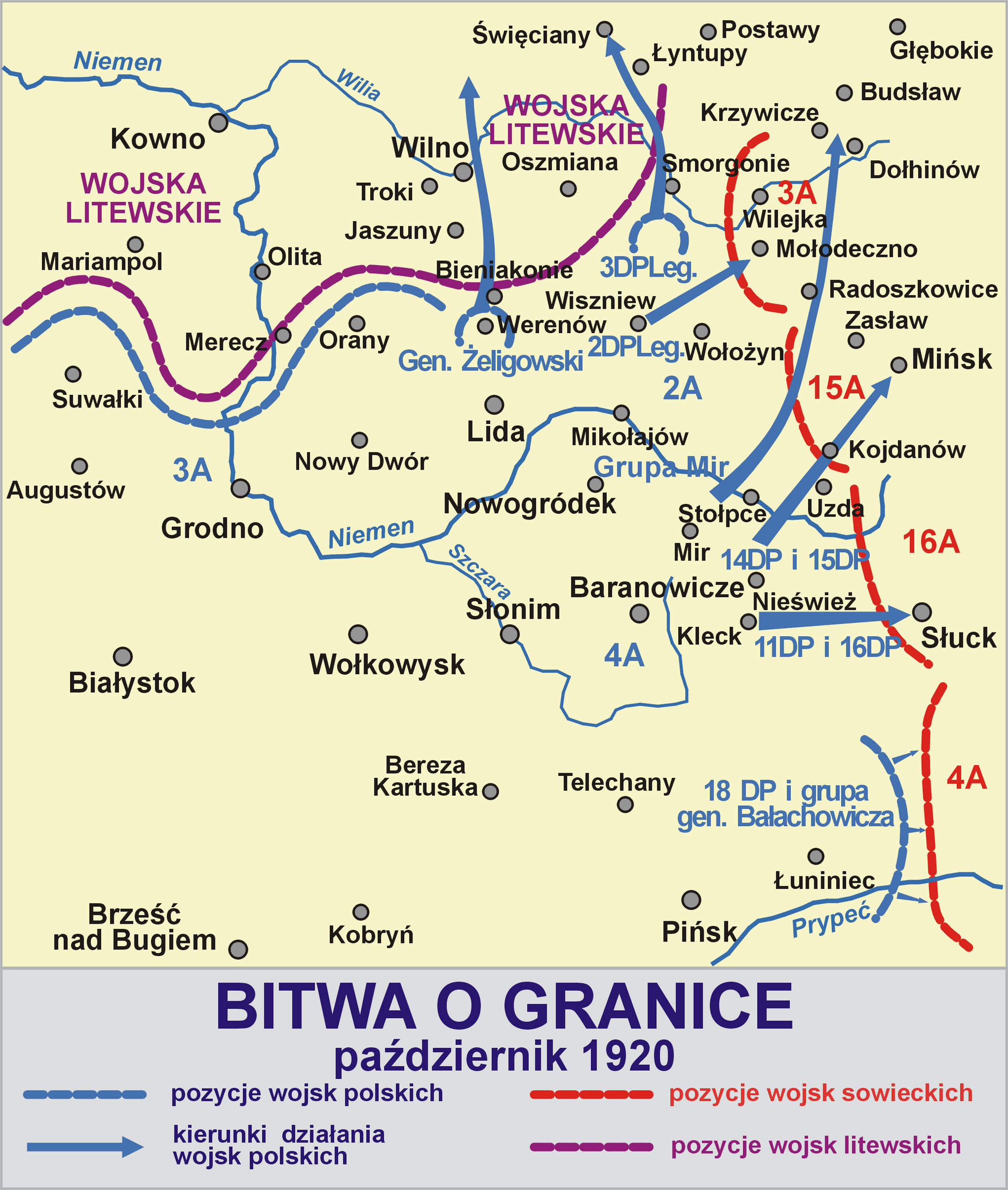

### Kawalerowie Virtuti Militari
| Żołnierze pułku odznaczeni Krzyżem Srebrnym Orderu Wojskowego Virtuti Militari | Żołnierze pułku odznaczeni Krzyżem Srebrnym Orderu Wojskowego Virtuti Militari | Żołnierze pułku odznaczeni Krzyżem Srebrnym Orderu Wojskowego Virtuti Militari |
| ------------------------------------------------------------------------------ | ------------------------------------------------------------------------------ | ------------------------------------------------------------------------------ |
| pchor. Mieczysław Ankiewicz                                                    | ppor. Ludwik Baraniecki                                                        | st. szer. Kazimierz Baraniecki                                                 |
| plut. Jan Biegański                                                            | por. Antoni Biskupski                                                          | st. sierż. Michał Błaszczyk                                                    |
| szer. Stanisław Ceglarek                                                       | sierż. Mikołaj Giś                                                             | por. art. Jan Heine                                                            |
| st. szer. Antoni Jakubiak                                                      | sierż. Michał Jakubowski                                                       | sierż. Antoni Jedwabny                                                         |
| st. szer. Józef Kaźmierczak                                                    | st. szer. Andrzej Knopp                                                        | chor. Walenty Laxander                                                         |
| ppor. Franciszek Lisewski                                                      | kpt. Władysław Mikołajczak                                                     | por. Lucjan Mroczkowski                                                        |
| szer. Franciszek Napierała                                                     | szer. Piotr Piasek                                                             | st. szer. Władysław Popławski                                                  |
| szer. Jan Ronka                                                                | st. szer. Adam Rosadziński                                                     | st. szer. Wacław Sodkiewicz                                                    |
| szer. Stanisław Skrzypczak                                                     | kpt. Ludwik Szyman                                                             | szer. Nikodem Wachowiak                                                        |
| sierż. Stanisław Wieczorkiewicz                                                | mjr Alfons Wojtkielewicz                                                       | st. kpl. ks. Mateusz Zabłocki                                                  |
| por. Wacław Zabłocki                                                           |                                                                                |                                                                                |

## Pułk w okresie pokoju

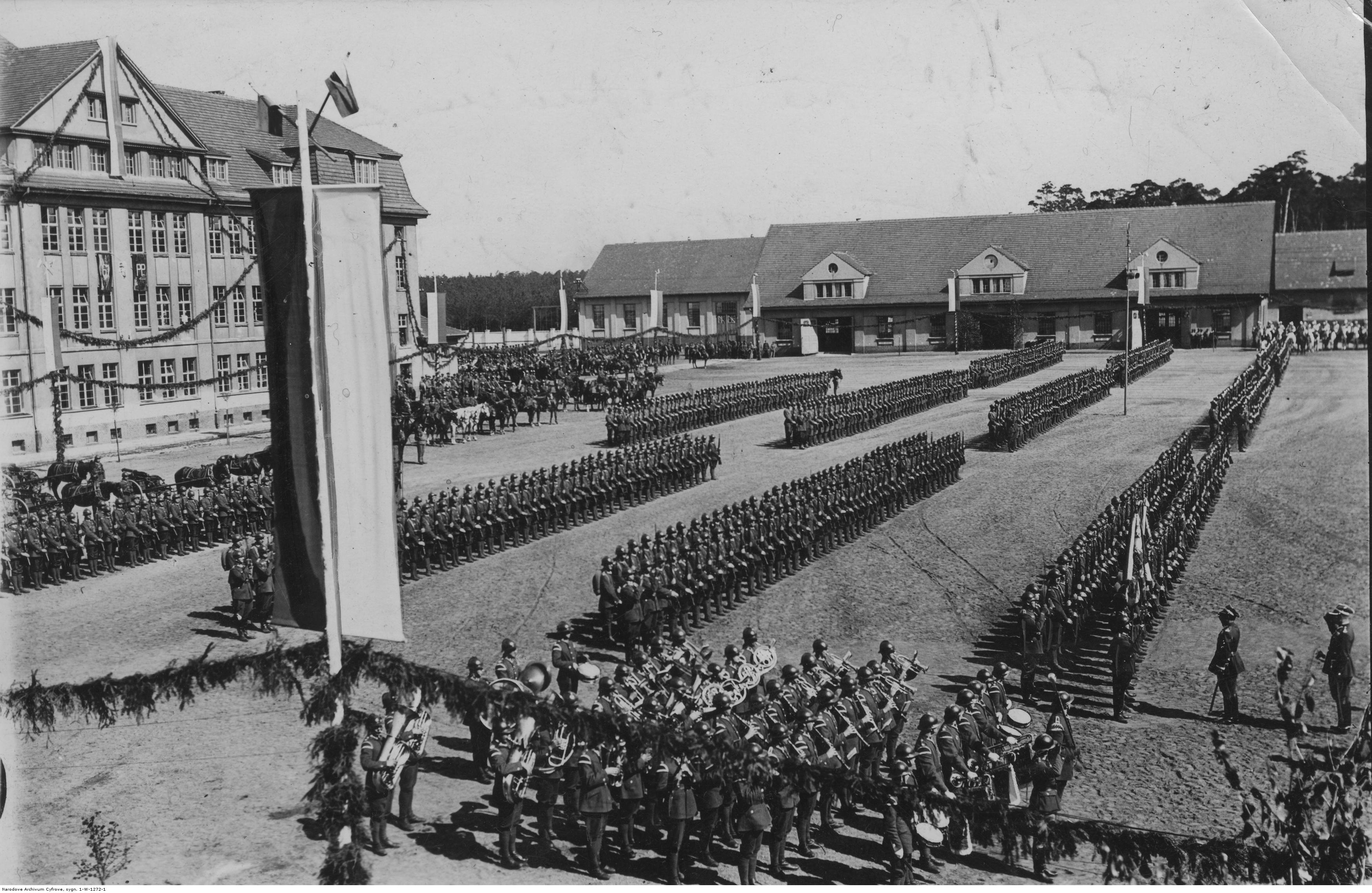
Święto 61 pułku piechoty w Bydgoszczy, wojsko na dziedzińcu koszar, 1931

Po zakończeniu wojny, w której poległo blisko dwustu żołnierzy, pułk wraca do Chodzieży, a następnie przenosi się do Gniezna.
1 listopada 1921 przybywa do Bydgoszczy, gdzie zostaje zakwaterowany w koszarach przy ul. Szczecińskiej (dziś Pomorskiej), po 10 latach – w koszarach im. gen. Chłopickiego przy ul. Północnej (dziś Powstańców Warszawy). Pozostał w strukturze 15 Dywizji Piechoty.
19 maja 1927 roku Minister Spraw Wojskowych marszałek Polski Józef Piłsudski ustalił i zatwierdził dzień 29 maja, jako datę święta pułkowego. Pułk obchodził swoje święto w rocznicę boju pod Pleszczenicą, stoczonego w 1920 roku.
Na podstawie rozkazu wykonawczego Ministerstwa Spraw Wojskowych do Departamentu Piechoty o wprowadzeniu organizacji piechoty na stopie pokojowej PS 10-50 z 1930 roku, w Wojsku Polskim wprowadzono trzy typy pułków piechoty. 61 pułk piechoty zaliczony został do typu II pułków piechoty (tzw. wzmocnionych). W każdym roku otrzymywał około 845 rekrutów. Stan osobowy pułku wynosił 68 oficerów oraz 1900 podoficerów i szeregowców. Na czas wojny przewidywany był do pierwszego rzutu mobilizacyjnego. W okresie zimowym posiadał dwa bataliony starszego rocznika i batalion szkolny, w okresie letnim zaś trzy bataliony strzeleckie. Jego stany były wyższe od pułku „normalnego” (typ I) o ok. 400-700 żołnierzy.
| Obsada personalna i struktura organizacyjna w marcu 1939 | Obsada personalna i struktura organizacyjna w marcu 1939 | Obsada personalna i struktura organizacyjna w marcu 1939 |
| Stanowisko                                               | Stopień, imię i nazwisko                                 | przydział we wrześniu 1939                               |
| Dowództwo i kwatermistrzostwo                            | Dowództwo i kwatermistrzostwo                            | Dowództwo i kwatermistrzostwo                            |
| -------------------------------------------------------- | -------------------------------------------------------- | -------------------------------------------------------- |
| dowódca pułku                                            | ppłk dypl. piech. Franciszek Sobolta                     |                                                          |
| I zastępca dowódcy                                       | ppłk Józef Władysław Wyzina                              | dowódca OZ 15 DP                                         |
| II zastępca dowódcy (kwatermistrz)                       | mjr Marian Schultz                                       |                                                          |
| adiutant                                                 | mjr Janusz Czarnocki                                     |                                                          |
| starszy lekarz                                           | mjr dr Jerzy Zygmunt Suwiński                            |                                                          |
| młodszy lekarz                                           | ppor. lek. Kazimierz Jankowski                           |                                                          |
| oficer mobilizacyjny                                     | kpt. Wacław Szpulecki                                    |                                                          |
| z-ca oficera mobilizacyjnego                             | kpt. Wacław Pauliński                                    |                                                          |
| oficer administracyjno-materiałowy                       | kpt. adm. Zenon Malinowski                               |                                                          |
| oficer gospodarczy                                       | kpt. int. Kazimierz Masłowski                            |                                                          |
| oficer żywnościowy                                       | chor. Feliks Fąferek                                     |                                                          |
| oficer taborowy                                          | kpt. tab. Jan Liebthal                                   |                                                          |
| kapelmistrz                                              | kpt. adm. Paweł Kuczera                                  |                                                          |
| I batalion                                               |                                                          |                                                          |
| dowódca I batalionu                                      | mjr dypl. Franciszek Kajetan Wysocki                     |                                                          |
| dowódca 1 kompanii                                       | kpt. Leopold Jenerowicz                                  |                                                          |
| dowódca plutonu                                          | ppor. Władysław Zbigniew Milwid                          |                                                          |
| dowódca plutonu                                          | ppor. Tadeusz Juliusz Tworzydło                          |                                                          |
| dowódca 2 kompanii                                       | kpt. Feliks Kociński                                     |                                                          |
| dowódca plutonu                                          | ppor. Norbert Skwierawski                                |                                                          |
| dowódca 3 kompanii                                       | por. Stanisław Bielecki                                  |                                                          |
| dowódca plutonu                                          | ppor. Stanisław Dubrownik                                |                                                          |
| dowódca plutonu                                          | ppor. Jan Mieczysław Rejman                              |                                                          |
| dowódca plutonu                                          | chor. Franciszek Karliński                               |                                                          |
| dowódca 1 kompanii km                                    | por. Mieczysław Otto Kintopf                             |                                                          |
| dowódca plutonu                                          | por. Brunon Bzdawski                                     |                                                          |
| dowódca plutonu                                          | ppor. Egon Gruhalla-Węsierski                            |                                                          |
| II batalion                                              |                                                          |                                                          |
| dowódca II batalionu                                     | mjr dr Stanisław Dobrzański                              |                                                          |
| dowódca 4 kompanii                                       | por. Julian Soleżyński                                   |                                                          |
| dowódca plutonu                                          | ppor. Adam Szczęsny Szpakowski                           |                                                          |
| dowódca 5 kompanii                                       | por. Wincenty Kościanowski                               |                                                          |
| dowódca plutonu                                          | por. Tadeusz Franciszek Stein                            |                                                          |
| dowódca plutonu                                          | ppor. Tadeusz Piotr Górecki                              |                                                          |
| dowódca 6 kompanii                                       | vacat                                                    |                                                          |
| dowódca plutonu                                          | por. Tadeusz Żbikowski                                   |                                                          |
| dowódca plutonu                                          | ppor. Stanisław Jan Walczak                              |                                                          |
| dowódca 2 kompanii km                                    | por. Stanisław Józef Dworakowski                         |                                                          |
| dowódca plutonu                                          | chor. Władysław Śliwiński                                |                                                          |
| III batalion                                             |                                                          |                                                          |
| dowódca III batalionu                                    | mjr Rudolf Jan Kruczała                                  |                                                          |
| dowódca 7 kompanii                                       | kpt. Edward Zabielski                                    |                                                          |
| dowódca plutonu                                          | ppor. Józef Witczak                                      |                                                          |
| dowódca plutonu                                          | ppor. Zbigniew Leon Wróblewski                           |                                                          |
| dowódca 8 kompanii                                       | por. Antoni Burkiewicz                                   |                                                          |
| dowódca plutonu                                          | por. Stanisław Smułkowski                                |                                                          |
| dowódca plutonu                                          | ppor. Józef Garyga                                       |                                                          |
| dowódca 9 kompanii                                       | por. Włodzimierz Dzięcielewski                           |                                                          |
| dowódca plutonu                                          | por. Ludwik Orłowicz                                     |                                                          |
| dowódca plutonu                                          | ppor. Henryk Marszałek                                   |                                                          |
| dowódca plutonu                                          | chor. Franciszek Matuszewski                             |                                                          |
| dowódca 3 kompanii km                                    | kpt. Wacław Czaplicki                                    |                                                          |
| dowódca plutonu                                          | por. Adam Franciszek Strejczek                           |                                                          |
| dowódca plutonu                                          | chor. Mikołaj Giś                                        |                                                          |
| Pododdziały specjalne                                    |                                                          |                                                          |
| dowódca plutonu łączności                                | por. Bronisław Burda                                     |                                                          |
| dowódca plutonu pionierów                                | por. Marian Adam Zjawili                                 |                                                          |
| dowódca plutonu artylerii piechoty                       | kpt. art. Jacek Deskur                                   |                                                          |
| dowódca plutonu ppanc.                                   | por. Jan Górski                                          |                                                          |
| dowódca oddziału zwiadu                                  | por. Alfred Furmański                                    |                                                          |
| na kursie                                                | por. Hugo Blechert                                       |                                                          |
| odkomenderowany                                          | por. Ludwik Marian Diehl                                 |                                                          |
| odkomenderowany                                          | ppor. Józef Kwit                                         |                                                          |

## 61 pp w kampanii wrześniowej

### Mobilizacja
W związku z narastającym zagrożeniem polityczno-wojskowym ze strony III Rzeszy Niemieckiej, 23 marca 1939 w wyznaczonych jednostkach Okręgów Korpusów nr IX i częściowo nr IV zarządzono mobilizację alarmową. Na terenie OK nr VIII, jako przygranicznego również zwiększono gotowość bojową poprzez powołanie części rezerwistów na dodatkowe ćwiczenia, zwiększając przy tym stany osobowe jednostek piechoty w rejonach pogranicznych. Rozkazem dowódcy OK VIII również wzmocnienie stanów osobowych dotyczyło 61 pułku piechoty jak i całej 15 Dywizji Piechoty. Wzmocnienie odbyło się drogą rotacyjnego powołania rezerwistów na kilkutygodniowe ćwiczenia. Zorganizowano jako „ćwiczebne” na etatach wojennych batalion piechoty, pluton kolarzy, pluton pionierów, pluton przeciwpancerny i jeden działon artylerii piechoty. W składzie 61 pp na początku kwietnia 1939 zmobilizowano I batalion piechoty i II batalion piechoty. Już 29 marca 2 kompania km przeszła do wsi Nowa Dąbrówka, w pierwszych dniach kwietnia pluton pionierów 61 pp przybył do wsi Kruszyn, natomiast w połowie kwietnia II batalion przybył do rejonu wsi Osówiec. Powołane na etatach wojennych pododdziały wykorzystywano głównie do budowy fortyfikacji polowych na planowanych pododcinkach obrony przewidzianych dla 61 pp. Głównie na odcinku Nowa Dąbrówka-Osówiec-Kruszyn. 28 kwietnia I batalion dotarł do miejscowości Kruszyn, Pawłówek, Zielonczyn. Prowadził tam prace pomocnicze dla budowy umocnień. Prowadzono również szkolenie rezerwistów z nowymi typami broni wprowadzonymi w ostatnim okresie. W związku z zarządzoną mobilizacją alarmową rozpoczętą rano 24 sierpnia 1939, oddziały ćwiczebne 61 pp zajęły stanowiska bojowe, jako oddziały osłonowe nad Kanałem Noteckim, w rejonie Pawłówka, Osówca i Szczutek.
24 sierpnia we wczesnych godzinach porannych 61 pułk piechoty rozpoczął mobilizację alarmową w Bydgoszczy w grupie niebieskiej, zmobilizowano:
- 61 pp w organizacji i na etatach wojennych, w czasie od A+18 do A+36,
- kompanię karabinów maszynowych przeciwlotniczych typ A nr 17, w czasie A+48,
- kolumnę taborową nr 811, w czasie A+48[14].

W Wyrzysku w grupie niebieskiej, zmobilizowano:
- 2 kompanię strzelecką batalionu piechoty typ specjalny nr 86, w czasie A+18.

W Nakle w grupie niebieskiej, zmobilizowano:
- batalion piechoty typ specjalny nr 86 (w składzie: dowództwo batalionu,1 i 3 kompanie strzeleckie, kompania km, plutonu pionierów, plutonu zwiadu), w czasie A+24.

W ramach I rzutu mobilizacji powszechnej w Bydgoszczy, w czasie do 4 dnia jej trwania, zmobilizowano:
- batalion marszowy 61 pp.

W ramach II rzutu mobilizacji powszechnej w Sandomierzu, w czasie X+8 planowano zmobilizować:
- Ośrodek Zapasowy 15 Dywizji Piechoty[15].

Mobilizacja pułku odbyła się w koszarach przy ul. Północnej oraz w przylegającym do koszar Lesie Gdańskim. 25 sierpnia wysłano uzupełnienie osobowe oraz w sprzęcie i uzbrojeniu do Kruszyna dla I batalionu i majątku Osówiec dla II batalionu. Mobilizacja III batalionu oraz pododdziałów specjalnych pułku zakończyła się 26 sierpnia. Dodatkowo sformowano poza obowiązującym etatem wzmocnioną 10 kompanię strzelecką zmotoryzowaną. 27 sierpnia w rejon Osowej Góry pomaszerował III batalion. Tego dnia odprawiono w batalionach msze św. i dokonano ich zaprzysiężenia. Z nadwyżek osobowych w dniach 29-31 sierpnia zmobilizowano batalion marszowy 61 pp. W mocy 27/28 sierpnia 61 pp zgodnie z rozkazem dowódcy dywizji gen. bryg. Zdzisława Przyjałkowskiego przegrupował się w rejony wyczekiwania. Rano 28 sierpnia pułk znalazł się w rejonie wyczekiwania: dowództwo pułku i pododdziały specjalne w Dąbrówce Nowej i dworze Trzciniec, I/61 pp w Zielonczynie i Kruszyńcu, II/61pp w lesie na południe od wsi Osówiec, III/61 pp w folwarku Osowa Góra, leśniczówce Osowa Góra i kolonii na południe od leśniczówki Osowa Góra. W tych miejscach prowadzono dalsze czynności organizacyjne i szkoleniowe prowadzono ćwiczenia zgrywające pododdziały oraz prowadzono prace fortyfikacyjne w rejonie miejsc postoju. 31 sierpnia pułk opuścił rejony wyczekiwania zajmując wcześniej wyznaczone pozycje obronne.

### Działania bojowe
61 pułk piechoty walczył w składzie Armii „Pomorze”.

#### Walki osłonowe w rejonie Bydgoszczy
O świcie 1 września pułk był na stanowiskach głównej pozycji obronnej. I/61 pp obsadził stanowiska obronne pomiędzy Kanałem Bydgoskim a Kruszynem. II/61 pp na stanowiskach w rejonie Nowa Dąbrówka, Osówiec. 9 kompania strzelecka na pozycji wysuniętej w rejonie Mochle. III/61 pp bez 9 kompanii stał w odwodzie w rejonie Osowej Góry. 10 kompania zmotoryzowana działała na przedpolu w rejonie Mroczy prowadziła działania rozpoznawcze. Dowództwo pułku w Pawłówku. 1 września pułk nie miał styczności bojowej z nieprzyjacielem. 2 września o świcie 10 kompania zmotoryzowana stoczyła potyczki z pododdziałami niemieckiego 123 pp w rejonie Suchar i Gumnowic. Z uwagi na przełamanie obrony polskiej na linii jezior byszewskich dowódca 15 DP zmuszony był przegrupować na odcinek północny część odwodów dywizji i skierował tam cofający się 22 pułk piechoty ze składu 9 Dywizji Piechoty. 61 pp pozostał na swoich stanowiskach, po południu II batalion był bombardowany przez niemieckie lotnictwo, obyło się bez strat.
3 września o świcie 61 pp w dalszym ciągu był rozwinięty na swoich pozycjach obronnych. I/61 pp na pododcinku Kanał Bydgoski-Kruszyn. II/61 pp na pododcinku Nowa Dąbrówka-Osówiec. III/61 pp w odwodzie w rejonie Osowej Góry. Batalion marszowy zajął pododcinek od szosy gdańskiej do toru kolejowego w pobliżu Myślęcinka. Dowództwo pułku z częścią pododdziałów pułkowych w Pawłówku. Około godz.10.00 natarcie oddziałów niemieckiego 123 pp zepchnęło ubezpieczenia I batalionu w Strzelewie i podjęło natarcie na stanowiska obronne batalionu wzdłuż szosy Nakło-Bydgoszcz w rejonie Zielonczyna i Kruszyna. Natarcie niemieckie zaległo w ogniu broni maszynowej I/61 pp i I dywizjonu 15 pułku artylerii lekkiej. Po uporządkowaniu oddziałów 123 pp, strona niemiecka podjęła ponownie natarcie na II batalion w rejonie Nowej Dąbrówki. Niemieckie natarcie zostało załamane w ogniu broni maszynowej II /61 pp i flankowego ognia I/61 pp. Z rozkazu dowódcy 15 DP jedna z odwodowych kompanii z plutonem armat przeciwpancernych zajęła obronę na wylotowych drogach z Bydgoszczy w kierunku północnym.  
W godzinach popołudniowych obrona odcinka północnego przedmościa bydgoskiego bronionego przez osłabiony 23 pułk piechoty z 27 Dywizji Piechoty została przełamana. Groźba odcięcia 15 DP i 27 DP wymusiła wycofanie sił z przedmościa na południowy brzeg Kanału Bydgoskiego. 61 pp około godz. 21.00 rozpoczął odwrót na południowy brzeg Kanału Bydgoskiego przez mosty w rejonie wsi Prądy i Lisi Ogon. Maszerujący w rejonie wsi Prądy i Łochowo II batalion został ostrzelany przez niemieckich dywersantów. Po przeprawie pułku, mosty na Kanale Bydgoskim zostały wysadzone. Od rana 4 września 61 pp organizował obronę w oparciu o południowy brzeg Kanału Bydgoskiego i rzeki Brdy. I/61 pp obsadził stanowiska obronne od wsi Lisi Ogon przez Prądy do Miedzynia. II/61 pp zajął obronę w II rzucie pułku we wsi Prądy. Dowództwo pułku stanęło również we wsi Prądy.
Po opuszczeniu Bydgoszczy 15 DP zajęła obronę na południe od Bydgoszczy osłaniając kierunki na Solec Kujawski, Inowrocław i Toruń, zajmując trzy odcinki obrony. 61 pp zajął obronę na odcinku południowym dowodzonym przez II dowódcę Piechoty Dywizyjnej płk dypl. Zygmunta Durskiego-Trzaski, w tym celu został wzmocniony kompanią saperów z 15 batalionu saperów, I/15 pal i 15 dywizjonem artylerii ciężkiej. Miał bronić kierunków na Łabiszyn i Inowrocław. Odcinek południowy miał obejmować rejon od leśniczówki Bielice-stacja Trzciniec-Ciele-lasek na zachód od wsi Cielec, zamykając drogi na Przyłęgi i Stryszek. Po nocnych przegrupowaniach, rano 5 września zajęto stanowiska organizując batalionowe rejony obrony: I/61 pp w Brzozie, Olimpinie, Wałownicy, II/61 pp w Targowiska, Kobylarnia, I/15 pal zajął stanowiska ogniowe na południe od Brzozy, a dowództwo 61 pp mieściło się we wsi Przyłęki. Na 15 DP uderzyła niemiecka 50 DP. Od świtu 6 września na stanowiska obronne 61 pp uderzył niemiecki 123 pp. Natarcie prowadził wzdłuż szosy Bydgoszcz-Brzoza, po zajęciu wsi Brzoza, natarcie niemieckie zostało zatrzymane przez 2 kompanię strzelecką wspartą ogniem I/15 pal. W walce poległ dowódca plutonu ppor. Emanuel Maciejewski. Niemiecki manewr obejścia i natarcia od strony wschodniej z rejonu Jeziora Jezuickiego został udaremniony przez obronę pozostałych sił I batalionu, broniące pozycji od Wałownicy do Olimpina ze wsparciem armat I/15 pal. Pododdziały 61 pp o godz.15.00 przeprowadziły kontratak odrzucając niemieckie oddziały na północ od Brzozy. Dywizjony: I/15 pal i 15 dac położyły skuteczny ostrzał na skrzyżowanie w Brzozie dezorganizując przemieszczające się pododdziały 123 pp. Wykonujący manewr obejścia niemiecki III batalion 123 pp wszedł na pole minowe ustawione przez polskich saperów i poniósł duże straty, w wyniku czego zaniechał manewru. Do wieczora trwały walki batalionów 61 pp na pozycji obronnej. Ze względu na rozkaz Naczelnego Wodza wycofania się Armii „Pomorze” w kierunku na Warszawę, dowódca armii nakazał 15 DP, zejść z linii obrony i wycofać się w kierunku południowym. 61 pp związany był walką z oddziałami niemieckimi. Po zmroku pod osłoną III batalionu wraz z 2/15 pal, pułk wycofał się w kierunku na Wonorze. II/61 pp został przewieziony transportem samochodowym do Inowrocławia. Ostrzał 2 baterii 15 pal umożliwił oderwanie się w godzinach nocnych III batalionowi i podjęcie odwrotu w ślad za macierzystym pułkiem.    

#### Walki odwrotowe na Kujawach
Po marszu odwrotowym 7 września w południe 61 pp zajął stanowiska obronne w rejonie Wierzbiczany, Parchanie, Wonorze. Dowództwo pułku zakwaterowało się we wsi Parchanie. Do pułku dołączył batalion marszowy 61 pp, który został rozwiązany, a poszczególne kompanie włączono do batalionów piechoty pułku. Kierując się dalszymi rozkazami 15 DP podjęła marsz w kierunku na Lubraniec i Osięciny, lecz w wyniku korekty dowództwa armii miała przejść do obrony na linii Kanału Parchańskiego, Bachorze, jezioro Gopło. 61 pp ze względu na zatłoczenie dróg taborami, oddziałami wojskowymi i uchodźcami cywilnymi przed południem osiągnął pozycje obronne na linii Kanału Parchańskiego na odcinku, wzg.102-Bąkowo-Dziewa. Z uwagi na przygotowania do bitwy nad Bzurą i zaakceptowanie planu bitwy przez gen. dyw. Władysława Bortnowskiego, 15 DP miała osłaniać zgrupowania uderzeniowe Armii „Poznań” i Armii „Pomorze” od północy. W tym celu kolejnej nocy 8/9 września miała przejść w rejon Radziejów Kujawski-Osięciny-Brześć Kujawski. 61 pp wraz z I/15 pal podjął marsz w dwóch kolumnach: I kolumna przez folwark Kobielice, kolonia Bronisław, kolonia Dobre, folwark Kłonowo, Skibin, stacja kolejowa Osięciny, Borucin, folwark Dąbie. II kolumna przez: Pieranie, Konary, Skotniki, Radziejów, Faliszewo, Torzewo, Bodzanowo. Rano 9 września 61 pp zajął stanowiska obronne na odcinku: Redecz Kalny-rzeka Zgłowiączka w rejonie majątku Żydowo. Dowództwo pułku w cegielni w Lubrańcu.
Kolejnej nocy 9/10 września 15 DP, a jej składzie 61 pp wraz z I/15 pal i Kawalerią Dywizyjną 15 DP podjął marsz poprzez Lubraniec, folwark Kłobia, dwór Paruszowice, dwór Niemojewo, dwór Wola Adamowa. Ppłk Franciszek Sobolta otrzymał zadanie pozostawienia w na moście w Lubrańcu straży tylnej. Dodatkowo dowódca pułku wyznaczył do obsadzenia Izbicy Oddział Wydzielony w składzie I/61 pp wraz z plutonem przeciwpancernym i 3/15 pal. Do składu miała dołączyć 82 kompania kolarzy, celem rozpoznania kierunku na Piotrków Kujawski. Z powodu choroby mjr Rudolfa Kruczały dowództwo III batalionu przejął kpt. Leopold Jenerowicz. Do rana 10 września 61 pp dotarł do miasta Chodecz, dowództwo pułku zatrzymało się w Adamowej Woli. Pułk był bez styczności z nieprzyjacielem, odpoczywał odprawiono polową mszę św. w Chodeczu. Z uwagi na decyzję obrony na miejscu przez 15 DP, 61 pp wraz z I/15 pal i 82 kompanią kolarzy otrzymał zadanie obrony przesmyków  jezior na odcinku Krukowo-Borzymowice-Szczytno-Niemojewo-Chodecz. Na odcinku obrony rozmieszczony został III  batalion wraz z 82 kompanią kolarzy wsparte przez baterię 15 pal. Reszta 61 pp stała w odwodzie w rejonie Woli Adamowej i dworu Borzymie. I/15 pal zajął stanowiska ogniowe w pobliżu folwarku Janowo, Nowe. I batalion powrócił z Izbicy wraz z 3/15 pal poprzez Obałki, Janowo, Osiecz w rejon Woli Adamowej. 1 kompania strzelecka przeszła do Chodecza gdzie zorganizował obronę i patrolowała przedpole.              

##### Bój pod Szczytnem
11 września we wczesnych godzinach porannych III batalion zajął stanowiska obronne na linii kolonia Borzymowice-kolonia Łąki Markowe-Szczytno-Niemojewo. 7 kompania strzelecka obsadziła Sieroszew, kolonię Borzymowice, Siewiersk. 8 kompania strzelecka Sieroszew, Łąki Markowe. 9 kompania strzelecka Boniewo, Szczytno, Parów, Łąkiewna. II batalion obsadził Borzym. I batalion bez 1 kompanii strzeleckiej stał w odwodzie w Adamowej Woli. O godz. 18.00 niemiecki 338 pp z niemieckiej 208 Dywizji Piechoty zaatakował stanowiska III/61 pp z silnym wsparciu artylerii niemieckiej. Natarcie niemieckie powstrzymano, a nocny kontratak pododdziałów III batalionu odrzucił niemiecką piechotę. W nocy 11/12 września utrzymywano styczność z piechotą niemiecką na odcinku III/61 pp. 1 kompania strzelecka dołączyła do macierzystego I/61 pp. O świcie 12 września niemiecki 309 pp odrzucił ubezpieczenia III/61 pp z przedpola przed przesmykami. O godz. 12.00 wyruszyło natarcie niemieckie, które wyparło 8 kompanię z okolic dworu w Łąkach Markowych do Szczytna, skąd następnie o godz. 12.30 kontratak całej 8 kompanii strzeleckiej wyrzucił niemiecką piechotę na stanowiska wyjściowe, a dalszy kontratak 8 kompanii po dojściu w rejon Czwartaka i Boniewa załamał się. O godz. 13.00 w okolicy Łąk Markowskich 9 kompania strzelecka wykonała kontratak wyrzucając niemiecką piechotę do Łąk Zawistowskich. W związku z przygotowaniami do odwrotu III/61 pp i zejściu części pododdziałów z linii, około godz. 14.00 wykorzystując zaistniałą sytuację niemiecki 309 pp ponownie wykonał natarcie z łąk Zawistowskich na Łąki Markowe. Niemieckie natarcie związało 9 kompanię w ciężkim boju obronnym, spychając ją w kierunku Szczytna, którego część zajęły oddziały 309 pp. Desperacki kontratak I plutonu 9 kompanii odrzucił ze Szczytna do Łąk Markowych niemiecką piechotę. W wyniku tej walki 9 kompania poniosła duże straty, wśród poległych był por. Antoni Czekalski. Około godz. 15.00 natarcie niemieckiego 338 pp wyszło na północną część przesmyku przez most w Borzymowicach, natarcie zostało odparte przez 7 kompanię strzelecką i kompanię II batalionu 61 w rejonie Borzymowic. Równocześnie niemiecki 309 pp z silnym wsparciem artylerii wykonał kolejne natarcie południową częścią przesmyku na 9 kompanię strzelecką w rejonie folwarku Niemojewo. W trakcie ciężkich walk obronę 9 kompanii wsparł kontratak 1 kompanii strzeleckiej wykonany z rejonu Woli Adamowej. Z rejonu dworu Brzyszewo stanowiska niemieckie ostrzeliwał 15 dac. Po godz. 16.00 odwrót rozpoczął 61 pp, jako pierwszy odszedł I batalion i pododdziały pułkowe, II batalion i po zluzowaniu przez 86 batalion piechoty, III batalion wraz z I/15 pal. Pułk podjął marsz poprzez Wolę Adamową, Lubień, Kąty, Stare Budy, Suchodębie, Głogówiec, dwór Sujki.
W boju pod Szczytnem szczególnie ciężkie straty poniósł III/61 pp, poległo około 110 żołnierzy, w tym 2 oficerów (ppor. Alfons Rösler) i 3 podchorążych rezerwy, około 120 zostało rannych, wśród rannych znalazło się 4 oficerów i 4 podchorążych rezerwy, z których 20 wkrótce zmarło 1 oficer (ppor. Aleksander Stranzl) i 1 podchorąży rezerwy.   

#### Udział w bitwie nad Bzurą
Po nocnym marszu 12/13 września, 61 pp rano 13 września osiągnął rejon Strzelce, Łanięta, III batalion w lesie na zachód od Strzelce. 15 DP dołączyła do zgrupowania toczącego bitwę nad Bzurą.

##### Bój pod Dobrzykowem
Ze względu, że dotychczasowe natarcia oddziałów polskich nie doprowadziły do likwidacji niemieckiego przyczółka w rejonie Płocka, 15 DP została skierowana do jego likwidacji. Wieczorem 13 września 61 pp wyruszył w kierunku Gąbina, I/61 pp miał zostać przetransportowany do Gąbina kolumną samochodową. 61 pp wraz z III dywizjonem 15 pal dotarł do Gąbina wieczorem 14 września. Z uwagi na niepowodzenie natarcia 59 pułku piechoty na Dobrzyków. Dowódca 15 DP rozkazał z marszu 61 pp wykonać nocne natarcie na niemiecki przyczółek. 61 pp ugrupował w I rzucie natarcia bataliony I i II, a III batalion miał posuwać się w II rzucie natarcia. Podchodzące na stanowiska wyjściowe bataliony I rzutu natarcia pomyliły kierunki i w odległości około 5 kilometrów od lasu Gąbińskiego na linii Kłopówko-Matyldów dostały się pod czołowy ostrzał niemieckiej broni maszynowej i artylerii. Doszło do przemieszania się obu batalionów oraz potyczek z niemieckimi ubezpieczeniami. Maszerujący szosą bez ubezpieczenia III batalion doszedł do lasu Korzeniówka, gdzie dostał się pod ostrzał niemieckich moździerzy i karabinów maszynowych. Przez całą noc pułk prowadził bezwładną i chaotyczną walkę nie uzyskując powodzenia. W trakcie walk został śmiertelnie ranny por. Antoni Burkiewicz. Ostrzał rejonu Dobrzykowa prowadził III/15 pal ze stanowisk ogniowych ze wsi Zofiówka. Rano 15 września niemiecki 29 pp i I batalion 50 pp ze składu niemieckiej 3 DP wykonały kontrnatarcie na 61 pp wyrzucając go z miejsca prowadzenia walki. 61 pułk piechoty poniósł ogromne straty sięgające 50% stanu osobowego. Poległo wielu żołnierzy, wśród nich kpt. Leopold Jenerowicz dowódca III batalionu, jeszcze więcej dostało się do niewoli, wśród nich dowódca pułku ppłk Franciszek Sobolta. Nad pozostałościami pułku dowództwo objął mjr dypl. Franciszek Wysocki. Pułk zbierał się i porządkował swoje szeregi w rejonie Gąbina.
15 września o godz.12.00 61 pp otrzymał rozkaz zajęcia obrony w rejonie Gąbina we wsi Czermno. Po zmroku 15 DP rozpoczęła marsz w kierunku dolnej Bzury. 61 pp podjął marsz szosą sochaczewską jako osłona artylerii dywizyjnej: 15 pal i 15 dac. Z uwagi na zatarasowanie szosy taborami i innymi oddziałami marsz odbywał się w bardzo wolnym tempie. Pułk maszerował do Sannik i stąd do Białej Góry. 16 września o godz.12.00 dotarł do Białej Góry, I i II bataliony stanęły w lesie na północ od Białej Góry, III batalion stanął w lesie Radziwiłłka. 15 DP otrzymała rozkaz przeprawy przez rzekę Bzurę, a następnie obsadzenia południowych skrajów Puszczy Kampinoskiej frontem na południe. 61 pp w nocy 16/17 września przeprawił się przez Bzurę w rejonie Mistrzewic. Celem polepszenia położenia i otwarcia drogi w głąb puszczy rozkazem dowódcy 15 DP o godz.7.00 17 września, 61 pp został skierowany do natarcia w kierunku Konar. Natarcie w I rzucie miały przeprowadzić I i III bataliony, za nimi w drugim rzucie II batalion. Nacierający I batalion dotarł do Konar, dalsze natarcie pułku zostało zatrzymane, na osiągniętych przedmiotach terenowych pułk przeszedł do obrony. O godz.10.00 na pozycje 61 pp i styku z III/62 pp wyszło z Konar i Wólki Smolanej niemieckie natarcie zatrzymane ogniem broni maszynowej. O godz.13.00 przy silnym wsparciu artylerii niemieckiej, silnych nalotach lotniczych na pozycje 61 pp i 62 pułku piechoty wyszło natarcie niemieckiej piechoty wsparte czołgami I batalionu 36 pułku czołgów. Natarcie zostało odparte przy dużych stratach własnych obu pułków 15 DP. O godz. 15.00 strona niemiecka wykonała trzecie natarcie, które przełamało obronę na styku 61 pp i III/62 pp. 61 pp został odrzucony w stronę Brochowa. Niemiecki atak wsparty czołgami, oskrzydlający od strony Janowa o godz.16.00 doprowadził do odwrotu pozostałości pułku w głąb Puszczy Kampinoskiej w kierunku na Lasocin. W trakcie tych walk poległ dowódca pułku mjr dypl. Franciszek Wysocki, dowódca I batalionu kpt. Edward Zabielski i dowódca III batalionu mjr Rudolf Kruczała oraz wielu innych oficerów i szeregowych.

#### Walki odwrotowe w Puszczy Kampinoskiej
Do rana 18 września pozostałości  61 pp zbierały w rejonie Myszory, Famułki Królewskie. Następnie wyruszyły północnym skrajem Puszczy Kampinoskiej, wzdłuż toru kolejki wąskotorowej Tułowice-Rybitew. Maszerujące pododdziały były atakowane przez niemieckie patrole i podjazdy, część oddziałów 15 DP usiłowała przedrzeć się przez niemiecką zaporę w rejonie Polesia. Z uwagi na brak powodzenia podjęły dalszy marsz do Cybulic, dokąd dotarło zgrupowanie 15 DP po południu 18 września. Po odpoczynku zgrupowanie 15 DP podjęło marsz do lasów palmirskich w pobliże leśniczówki Pociecha na północny zachód od Sierakowa, dokąd doszło 19 września w południe. Przystąpiono do porządkowania oddziałów, w tym 61 pp. Pułk odtworzono wcielając w szeregi zagubionych żołnierzy i całe pododdziały, w tym 2 kompanię strzelecką 86 batalionu piechoty. Dowództwo pułku objął mjr Tadeusz Marian Fischer, pułk składał się z trzech batalionów o niskich stanach osobowych. Rozkazem gen. dyw. Tadeusza Kutrzeby 15 DP otrzymała rozkaz opanowania rejonu Mościska, Laski. Dywizja podjęła marsz w dwóch kolumnach na stanowiska wyjściowe, w kolumnie bocznej maszerował 61 pp wraz z Kawalerią Dywizyjną 15 DP. Kolumna miała prowadzić natarcie poprzez Opaleń, Placówkę, Wawrzyszew. W nocy 19/20 września natarcie czołowych kompanii 61 pp i kawalerii załamało się w ogniu broni maszynowej w rejonie Sierakowa. Wprowadzono do natarcia 62 pp i przy wsparciu 2 i 6 baterii 15 pal w godzinach południowych pułki ponowiły natarcie na Laski przez Sieraków. Natarcie obu pułków załamało się na linii Laski-Wólka Węglowa bronionych przez niemiecki 15 pp zmot. 29 DPZmot. i czołgów 1 Dywizji Lekkiej. Rozkazem dowódcy dywizji, 15 DP skierowała się w stronę Młocin. Następnie pod osłoną 25 Dywizji Piechoty pod silnym ostrzałem niemieckiej artylerii przeszła na Bielany i do Wawrzyszewa.

#### Walki w obronie Warszawy
Od rana 21 września 15 DP zbierała się w rejonie Wawrzyszewa, do miejsca koncentracji dotarły dwa niepełne bataliony 61 pp. 15 DP zajęła stanowiska obronne na odcinku: Wawrzyszew Stary-Wawrzyszew Nowy-Brzeziny. 15 DP swoimi pododdziałami zamknęła drogi do Wawrzyszewa z Lasek, Wólki Węglowej i Placówki. Tego dnia o godz. 17.00 od strony Wólki Węglowej nieprzyjaciel poprowadził silne natarcie na pozycje 1 i 4 kompanii strzeleckich 61 pp, kontratak odrzucił natarcie niemieckie na pozycje wyjściowe. Rozkazem szefa sztabu 15 DP, pozostałości 61 pp objęły cały odcinek obrony dywizji, gdyż pozostała jej część miała przejść w rejon Powązek na reorganizację. Całość pozostałości 61 pp została rozdysponowana na odcinek obrony zajmując obronę: w Wawrzyszewie Nowym - jedna kompania, Wawrzyszewie Starym - dwie kompanie i Brzezinach - jedną kompanię, zbiorcza kompania karabinów maszynowych i kompania przeciwpancerna zostały rozdzielone do kompanii strzeleckich. 23 września około godz. 2.00 z rejonu Placówki piechota niemiecka wykonała silne natarcie na Wawrzyszew Stary, przeciwuderzenie obu kompanii strzeleckich zatrzymało natarcie niemieckie. Rano oddziały niemieckie ponowiły natarcie na styk III batalionu 61 pp i 60 pułku piechoty ze składu 25 DP. Kontratak 60 pp wraz z jedną kompanią 61 pp odrzucił oddziały niemieckie na odległość jednego kilometra na północ.
24 września do 61 pp włączono przedzierających się z Puszczy Kampinoskiej żołnierzy z Armii „Pomorze”. Dokonano reorganizacji pułku dzieląc go na dwa bataliony. Dowództwo pułku objął ppłk dypl. Józef Popek. 25 września o godz. 16.00 na 61 pp w rejonie Wawrzyszewa oddziały niemieckie przeprowadziły silne natarcie poprzedzone nalotem lotniczym i przygotowaniem artyleryjskim. Natarcie zostało odparte, kontratak I batalionu odrzucił niemiecką piechotę na skraj Wawrzyszewa Nowego. O godz.7.00 26 września kontratak pododdziałów 61 pp doprowadził do wyrzucenia oddziału niemieckiego z cmentarza Wawrzyszew Nowy. Wczesnym rankiem 27 września po silnym przygotowaniu artyleryjskim oddziały niemieckie na odcinku Bielany-Wawrzyszew przeszły do natarcia na pozycje 3 kompanii strzeleckiej. O godz. 6.00 I/61 pp zmuszony był wycofać się do Wawrzyszewa Starego. W ciężkich walkach 61 pp zdołał utrzymać swoje pozycje, za cenę ponad 25% strat osobowych. Między innymi w walkach polegli por. Kazimierz Majewski  por. Marian Zjawin. Około godz. 12.00 61 pp przygotowywał się do kontrataku, który miał wesprzeć batalion z 59 pułku piechoty. O 12.30 przygotowania zostały przerwane, gdyż otrzymano informację o rozpoczęciu zawieszenia broni.
28 września po zakończeniu rozmów kapitulacyjnych 61 pp zszedł z odcinka obrony i udał się do Centralnego Instytutu Wychowania Fizycznego. 29 września na terenie CIWF prowadzono apele, sporządzano wykazy, spisy wydawano zaświadczenia i legitymacje. Przeprowadzono zbiórkę pułku, odczytano ostatnie rozkazy. Następnie przystąpiono do zdawania broni i sprzętu. 30 września o godz. 20.00 oddziały 15 DP wymaszerowały z Warszawy prowadzone przez dowódcę 15 DP w rejon Sochaczewa i Łowicza do jenieckich obozów przejściowych. W trakcie kampanii wrześniowej poległo 21 oficerów i 635 szeregowych. Rannych zostało blisko 990 żołnierzy pułku.

##### Obsada personalna 61 pp w dniu 24 września 1939 w obronie Warszawy
Dowództwo pułku
- dowódca pułku - ppłk dypl. Józef Popek
- I adiutant pułku - kpt. Władysław Kolasa
- II adiutant - por. Alfred Furmański
- oficer informacyjny - por. Warszawski
- oficer łączności - kpt. Aleksander Kolenda
- kwatermistrz - kpt. Piotr Lück
- oficer płatnik - ppor. Józef Grześkowski
- oficer żywnościowy - ppor. Kazimierz Nyka
- oficer taborowy - ppor. Józef Witczak
- naczelny lekarz - ppor. lek. Jan Chwojka
- dowódca kompanii gospodarczej - ppor. Józef Andrzejewski

Pododdziały specjalne pułkowe
- dowódca kompanii zwiadowców - ppor. Antoni Spojda
- dowódca kompanii przeciwpancernej - ppor. Franciszek Kaźmierczak
  - dowódca I plutonu - ppor. Józef Smoliński
  - dowódca II plutonu - sierż. Stefan Musielak
- dowódca plutonu artylerii piechoty - kpt. Jacek Deskur
  - zastępca dowódcy plutonu artylerii piechoty - ppor. Józef  Andrzejewski
- dowódca plutonu pionierów - por. Marian Zjawin

I batalion piechoty
- dowódca batalionu - por. Hugon Blechert
  - adiutant batalionu - ppor. Roman Sempołowicz
  - dowódca plutonu łączności - por. Józef Kranz
  - oficer płatnik - ppor. Antoni Kosiak
  - oficer żywnościowy - ppor. Stanisław Rossal
  - lekarz batalionu - por. lek. Tadeusz Jandy
  - dowódca 1 kompanii strzeleckiej - ppor. Franciszek Łuczak
    - dowódca I plutonu - por. Józef Popa
    - dowódca II plutonu - ppor. Stanisław Dzierżanowski
    - dowódca III plutonu - por. Kazimierz Majewski

  - dowódca 2 kompanii strzeleckiej - por. Bernard Wnuk
    - dowódca I plutonu - ppor. Stanisław Porawski
    - dowódca II plutonu - sierż. pchor. Zygmunt Kozłowski
    - dowódca III plutonu - por. Józef Sakrajda

  - dowódca 3 kompanii strzeleckiej - por. Tadeusz Hazler
    - dowódca I plutonu - ppor. Chodorowski
    - dowódca II plutonu - ppor. Tadeusz Ryszkowski
    - dowódca III plutonu - ppor. Zdzisław Hartoniuk

  - dowódca 1 kompanii km - por. Brunon Bzdowski
    - dowódca I plutonu - ppor. Edmund Herud
    - dowódca II plutonu - ppor. Florian Karwowski
    - dowódca III plutonu - ppor. Henryk Kocięcki
    - dowódca IV plutonu - ppor. Alojzy Wilczyński
    - dowódca V plutonu - sierż. Józef Jaroszewski

II batalion piechoty
- dowódca batalionu - por. Jan Górski
  - adiutant batalionu - por. Kielman
  - dowódca plutonu łączności -  ppor. Antoni Pilaczyński
  - oficer płatnik - ppor. Zbigniew Maskuliński
  - oficer żywnościowy - ppor. Wiktor Rux
  - dowódca 4 kompanii strzeleckiej - por. Stanisław Tomas
    - dowódca I plutonu - por. Leon Zodrow
    - dowódca II plutonu - ppor. Stanisław Wojtanowski
    - dowódca III plutonu - ppor. Józef Rzaniak
    - dowódca IV plutonu - ppor. Stanisław Chrobak

  - dowódca 5 kompanii strzeleckiej - por. Kazimierz Różycki
    - dowódca I plutonu - ppor. Broniewski
    - dowódca II plutonu - ppor. Jan Małek
    - dowódca III plutonu - ppor. Gawziuk

  - dowódca 6 kompanii strzeleckiej - kpt. Wiktor Gilewicz
    - dowódca I plutonu - ppor. Józef Prejzner
    - dowódca II plutonu - ppor. Mieczysław Kamiński
    - dowódca III plutonu - ppor. Jan Szymański

  - dowódca 2 kompanii km - kpt. Mieczysław Leśniowski
    - dowódca I plutonu - por. Wacław Sawicki
    - dowódca II plutonu - ppor. Albin Pokora
    - dowódca III plutonu - ppor. Tadeusz Mokrzycki

### Mapy walk pułku w 1939

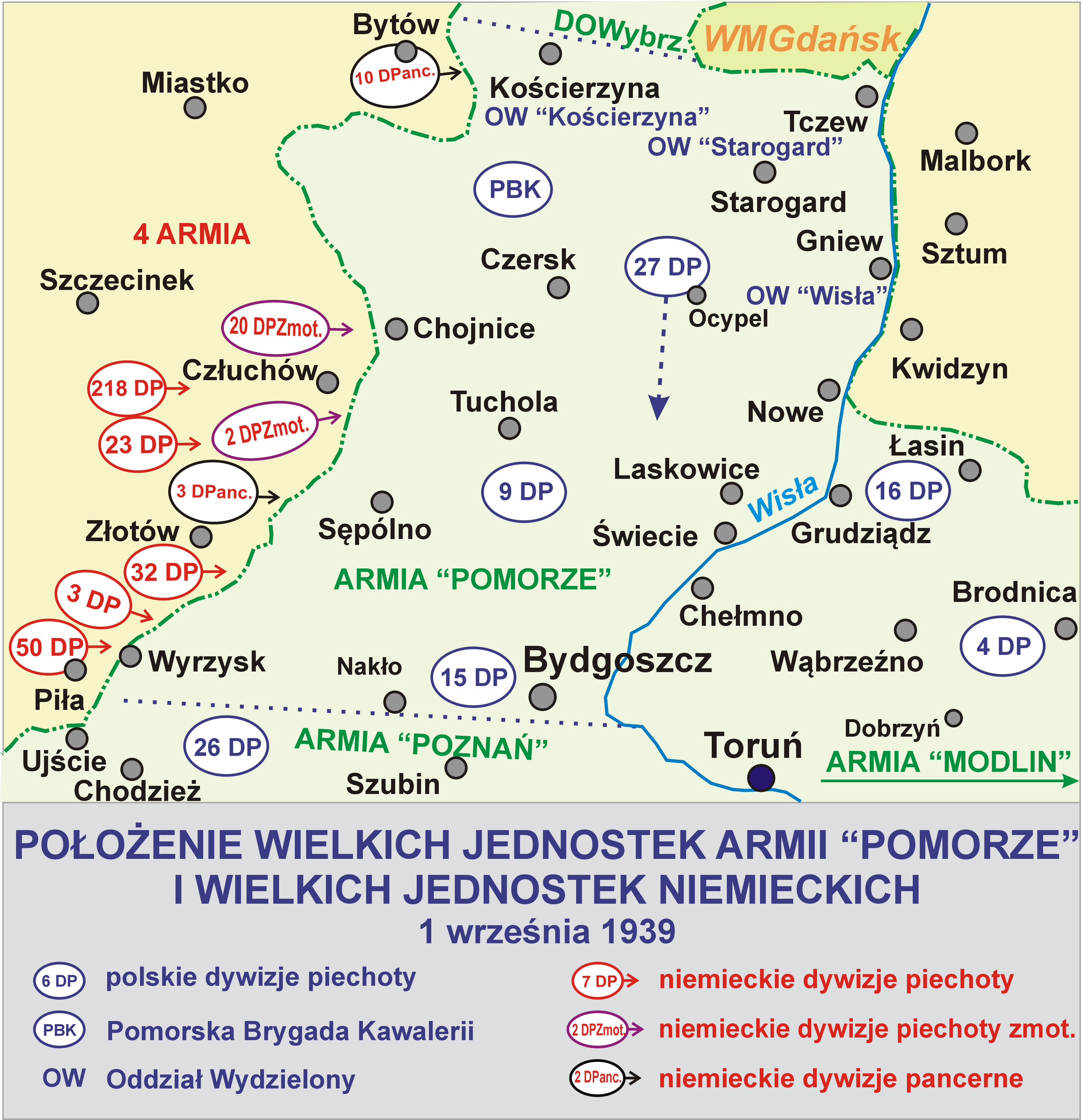
Pułk walczył w składzie 15 DP
Bój o przedmoście bydgoskie
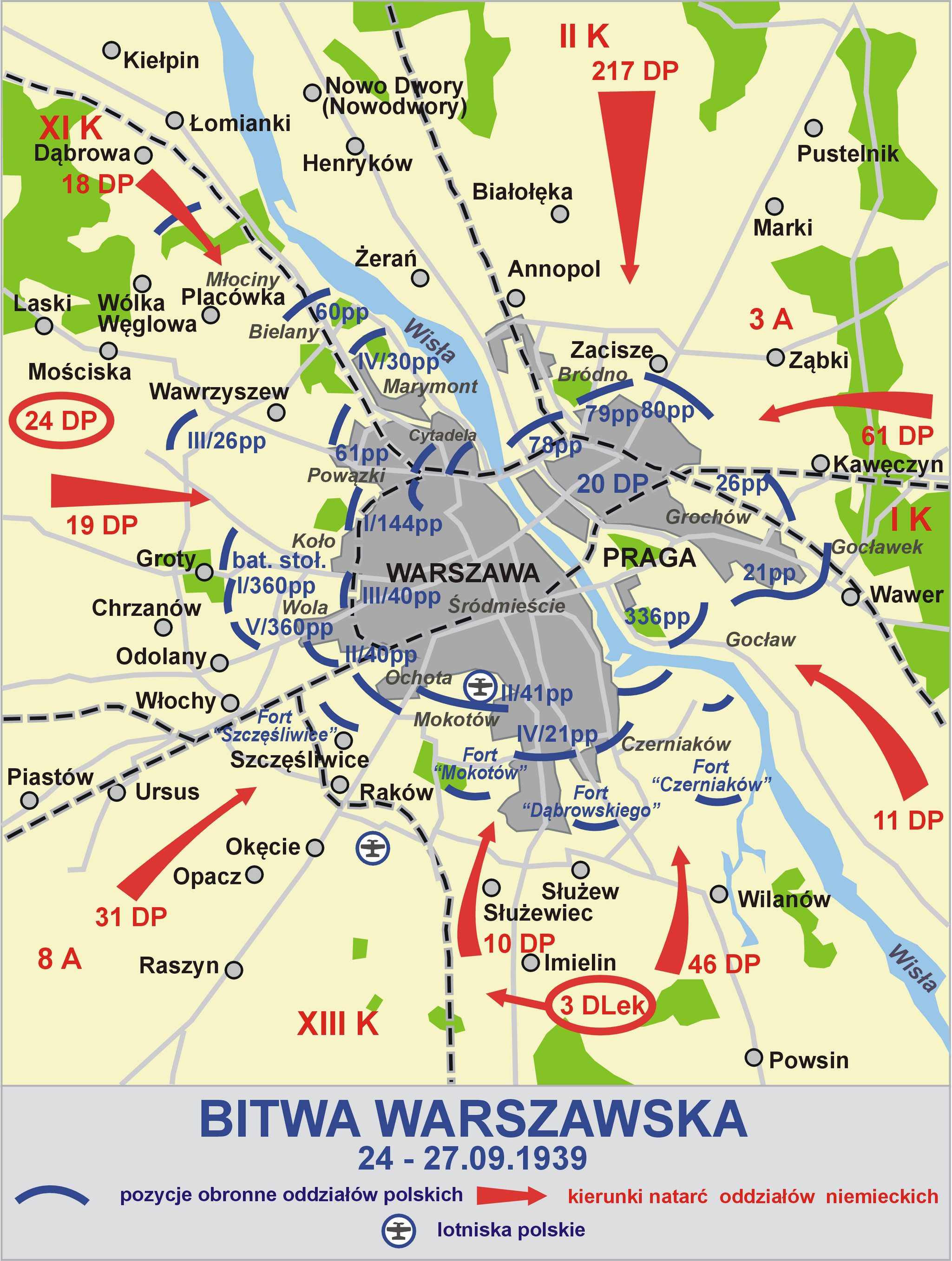

### Oddział Zbierania Nadwyżek 61 pp
Po zmobilizowaniu przewidzianych planem oddziałów i pododdziałów na skutek wzorowego stawiennictwa rezerwistów sformowano pozaplanowe pododdziały. Pomimo to nadal były w garnizonie znaczne zasoby osobowe. Pod koniec sierpnia zmobilizowane z kadry 61 pp dowództwo Ośrodka Zapasowego 15 Dywizji Piechoty, wyjechało transportem kolejowym do miejsca jego formowania w Sandomierzu, pod dowództwem ppłk. Józefa Wyziny. Z pozostałych po mobilizacji alarmowej z dnia 24 sierpnia rezerwistów i napływających następnych w ramach mobilizacji powszechnej zorganizowano Oddział Zbierania Nadwyżek 61 pp, zwanym też batalionem zapasowym. Dowództwo OZN 61 pp objął mjr Marian Szultz. Oddział wyruszył z Bydgoszczy 3 września z zadaniem dotarcia do OZ 15 DP w Sandomierzu. Wyruszył marszem pieszym wraz z niezbędnym mieniem i wyposażeniem zabranym na posiadane nadwyżkowe wozy konne. Maszerował trasą przez Solec Kujawski, Toruń, Aleksandrów Kujawski przybył w rejon Włocławka, gdzie został załadowany na transport kolejowy. Po przejechaniu 10 km, ze względu na zniszczenie torów zmuszony był podjąć dalszy marsz pieszy. Trasa marszu wiodła przez Kowal, Gostynin, Gąbin, Sanniki, Sochaczew, Żyrardów, Mszczonów, Grójec, Białobrzegi i do Radomia. Z Radomia został skierowany na Puławy i przez Lublin dotarł do Chełma, gdzie wreszcie dołączył do OZ 15 DP.
Z napływających dalszych nadwyżek zorganizowano batalion nadwyżek 61 pp pod dowództwem kpt. Feliksa Kocińskiego, który wyszedł z Bydgoszczy w kilkanaście godzin później 3 września wraz z wycofującymi się oddziałami 15 DP. Batalion nadwyżek 61 pp maszerował trasą w kierunku na Warszawę, został on rozbity podczas przeprawy przez rzekę Bzurę.
W dniach 28 sierpnia-1 września w koszarach  61 pp zorganizowano batalion szkolny Przysposobienia Wojskowego liczący 400 lub 4000 ochotników-junaków? Dowodził nim mjr st. spocz. Eugeniusz Sokołowski. Batalion ten miał dołączyć do OZ 15 DP w Sandomierzu. W batalionie uzbrojenie miała jedynie jedna kompania. Batalion PW od 3 września podjął masz za OZN 61 pp w kierunku Lubrańca i Lubienia Kujawskiego skąd doszedł do wsi Łanięta. W Łaniętach batalion PW został umundurowany i uzbrojony. 10 września batalion PW dotarł do Sochaczewa, gdzie podczas przejścia przez rzekę Bzurę został rozproszony w ogniu niemieckiej artylerii i broni maszynowej. Większa część batalionu zdołała się zebrać w lasach na północ od Sochaczewa, a następnie przedostała się przez Puszczę Kampinoską do Modlina. Skąd przez Jabłonnę, Henrykowo, Ząbki, Garwolin podjął dalszy marsz w kierunku na Lublin. 14 września batalion PW otrzymał rozkaz powrotu do Warszawy. Podczas marszu na Warszawę 15 i 16 września toczył walki z oddziałami niemieckimi. Podczas drugiej z walk w rejonie Anina batalion został rozbity przez niemiecki oddział pancerny.

### Obsada personalna pułku we wrześniu 1939
Dowództwo pułku
- dowódca pułku - ppłk Franciszek Sobolta (do 15 IX 1939), mjr dypl. Franciszek Wysocki (wojskowy)Franciszek Wysocki (od 15 do +17 IX 1939), mjr Tadeusz Marian Fischer (od 18 IX 1939), ppłk dypl. Józef Popek (od 24 IX 1939)
- I adiutant pułku - por. Włodzimierz Dzięcielewski
- II adiutant pułku - ppor. Lech Teska
- oficer informacyjny - por. Stanisław Smułkowski
- oficer łączności - por. Stanisław Burda
- oficer łącznikowy do 15 DP - por. Wiktor Rux
- kwatermistrz - kpt. Zenon Malinowski
- oficer płatnik - por. Józef Pelpiński
- oficer żywnościowy - ppor. Kazimierz Nyka
- kapelan - ks. kap. Henryk Raiter
- naczelny lekarz - por. lek. Zygmunt Jankowski
- dowódca kompanii gospodarczej - por. Jerzy Handtke
  - zastępca dowódcy kompanii gospodarczej - kpr. pchor. Eustachy Garbicz

Pododdziały specjalne pułkowe
- dowódca kompanii zwiadowców - por. Alfred Furmański
  - dowódca plutonu konnego - ppor. Zbigniew Domański
  - dowódca plutonu kolarzy - ppor. Antoni Spojda

- dowódca kompanii przeciwpancernej - por. Jan Górski
  - dowódca I plutonu - ppor. Józef Smoliński
  - dowódca II plutonu - ppor. Franciszek Kaźmierczak
  - dowódca III plutonu - ppor. Zdzisław Przybył
  - dowódca IV plutonu - por. Antoni Nowakowski
- dowódca plutonu artylerii piechoty - kpt. Jacek Deskur
  - zastępca dowódcy plutonu artylerii piechoty - ppor. Józef Andrzejewski
- dowódca plutonu pionierów - por Marian Zjawin
  - zastępca dowódcy plutonu pionierów - sierż. pchor. Franciszek Sokołowski
- dowódca plutonu przeciwgazowego - por. Hugon Blechert
- dowódca plutonu łączności - NN
- dowódca 10 kompanii strzeleckiej (specjalnej) zmotoryzowanej - por. Adam Czekanowski
  - zastępca dowódcy 10 kompanii (spec.) zmot. - ppor. Władysław Sikorski
  - dowódca I plutonu - ppor. Jan Wilk
  - dowódca II plutonu - ppor. ppor. Bronisław Patka
  - dowódca III plutonu - ppor. Wiktor Haunig
  - dowódca plutonu km - ppor. Teodor Pohl

I batalion piechoty
- dowódca batalionu - mjr dypl. Franciszek Wysocki (do 15 IX 1939), kpt. Edward Zabielski (od 15 do +17 IX 1939)
  - adiutant batalionu - ppor. Stanisław Lewkow
  - dowódca plutonu łączności - ppor. Karol Struensee
  - oficer płatnik - ppor. Antoni Cawlas
  - oficer żywnościowy - por. Ludwik Zenker
  - lekarz batalionu - ppor. lek. Jan Chwojka
  - dowódca 1 kompanii strzeleckiej - kpt. Leopold Jenerowicz (do 10 IX 1939), por. Stanisław Tomas (od 10 IX)
    - dowódca I plutonu - por. Stanisław Tomas
    - dowódca II plutonu - ppor. Mieczysław Walczak
    - dowódca III plutonu - plut. pchor. Zygfryd Sulecki

  - dowódca 2 kompanii strzeleckiej - ppor. Norbert Skwierawski
    - dowódca I plutonu - ppor. Florian Zieliński
    - dowódca II plutonu - ppor. Jan Pantkowski
    - dowódca III plutonu - ppor. Emanuel Maciejewski (+6 IX 1939)

  - dowódca 3 kompanii strzeleckiej - por. Stanisław Bielecki
    - dowódca I plutonu - por. Kazimierz Majewski
    - dowódca II plutonu - ppor. Hubert Krygier
    - dowódca III plutonu - por. Józef Popiel

  - dowódca 1 kompanii km - por. Mieczysław Kintopf
    - dowódca I plutonu - ppor. Michał Forowicz
    - dowódca II plutonu ppor. Alfons Rösler (+12 IX 1939)
    - dowódca III plutonu - por. Eugeniusz Skowroński
    - dowódca IV plutonu (taczanki) – ppor. Tadeusz Bulczyński
    - dowódca plutonu moździerzy - ppor. Tadeusz Tworzydło

II batalion piechoty
- dowódca batalionu - mjr Tadeusz Marian Fischer
  - adiutant batalionu - ppor. Roman Sempołowicz
  - dowódca plutonu łączności - ppor. Antoni Pilaczyński
  - oficer płatnik - ppor. Józef Grześkowski
  - oficer żywnościowy - ppor. Franciszek Szrajda
  - lekarz batalionu - ppor. lek. Tadeusz Jandy
  - dowódca 4 kompanii strzeleckiej - por. Julian Smyk
    - dowódca I plutonu - ppor. Tadeusz Szpakowski
    - dowódca II plutonu - ppor. Marian Zachalak
    - dowódca III plutonu - ppor. Mieczysław Kamiński

  - dowódca 5 kompanii strzeleckiej - por. Stanisław Stein
    - dowódca I plutonu - ppor. Zdzisław Małuszyński
    - dowódca II plutonu - ppor. Franciszek Łuczak
    - dowódca III plutonu - ppor. Edmund Strzyżewski

  - dowódca 6 kompanii strzeleckiej - por. Rudolf Fischer
    - dowódca I plutonu - ppor. Józef Hartwig
    - dowódca II plutonu - ppor. Zbigniew Droszcz
    - dowódca III plutonu - ppor. Jan Stanek

  - dowódca 2 kompanii km - por. Brunon Bzdowski 
    - dowódca I plutonu - ppor. Zdzisław Janicki
    - dowódca II plutonu - ppor. Wincenty Michalak
    - dowódca III plutonu - ppor. Zdzisław Poklękowski
    - dowódca IV plutonu (taczanki) – plut. pchor. Florian Matuszak
    - dowódca plutonu moździerzy - ppor. Jan Witczak

III batalion piechoty
- dowódca batalionu - mjr Rudolf Kruczała (do 10 IX 1939)(od 15 IX do +17 IX 1939), kpt. Leopold Jenerowicz (od 10 IX do +15 IX 1939)
  - adiutant batalionu - por. Józef Bierko
  - dowódca plutonu łączności - por. Józef Kranz
  - oficer płatnik - por. Florian Janicki
  - oficer żywnościowy - ppor. Florian Karwowski
  - lekarz batalionu - ppor. lek. Jan Ciesielski
  - dowódca 7 kompanii strzeleckiej - ppor. Władysław Milwid
    - dowódca I plutonu - ppor. Tadeusz Marszałek
    - dowódca II plutonu - ppor. Jan Szymański
    - dowódca III plutonu - sierż. pchor. Mieczysław Robaszkiewicz

  - dowódca 8 kompanii strzeleckiej - por. Antoni Burkiewicz(+15 IX 1939)
    - dowódca I plutonu - por. Jan Latos
    - dowódca II plutonu - por. Franciszek Wróblewski
    - dowódca III plutonu - ppor. Jan Podoski

  - dowódca 9 kompanii strzeleckiej - por. Józef Augustyn
    - dowódca I plutonu - por. Antoni Czekalski (+12 IX 1939)
    - dowódca II plutonu - ppor. Aleksander Stranzi (+6 X 1939, ranny 12 IX)
    - dowódca III plutonu - ppor. Franciszek Brenk

  - dowódca 3 kompanii km - por. Adam Strejczek
    - dowódca I plutonu - ppor. Albin Pokora
    - dowódca II plutonu - ppor. Tadeusz Mokrzycki
    - dowódca III plutonu - ppor. Walerian Swoboda
    - dowódca IV plutonu (taczanki) – ppor. Józef Barkowski
    - dowódca plutonu moździerzy - ppor. Józef Dubrownik

Batalion marszowy
- dowódca batalionu - por. Jerzy Piskorski
  - adiutant batalionu - ppor. Alojzy Wilczyński
  - oficer żywnościowy - ppor. Antoni Kosiak
  - dowódca 1 kompanii strzeleckiej - por. Bernard Wnuk
    - dowódca I plutonu - por. Stanisław Porawski
    - dowódca II plutonu - ppor. Jerzy Zawitaj
    - dowódca III plutonu - ppor. Marian Iwankiewicz

  - dowódca 2 kompanii strzeleckiej - por. Jan Rostek
    - dowódca I plutonu - ppor. Jan Wolnikowski
    - dowódca II plutonu - ppor. Henryk Kocięcki
    - dowódca III plutonu - por. Leon Zodrow

  - dowódca 3 kompanii strzeleckiej - por. Czesław Witkowski
    - dowódca I plutonu - ppor. Bernard Darnowski
    - dowódca II plutonu - ppor. Franciszek Szajerski
    - dowódca III plutonu - por. Marian Kulczycki

  - dowódca kompanii km - por. Józef Prejzner
    - dowódca I plutonu - ppor. Jan Nieberding
    - dowódca II plutonu - ppor. Józef Rzaniak
    - dowódca III plutonu - ppor. Roman Hausler
    - dowódca IV plutonu - ppor. Brunon Schröder
    - dowódca V plutonu - ppor. Franciszek Kutzner
    - dowódca plutonu specjalnego - ppor. Stanisław Rossal
      - zastępca dowódcy plutonu spec. - ppor. Bolesław Lesiecki

## Symbole pułku
Sztandar

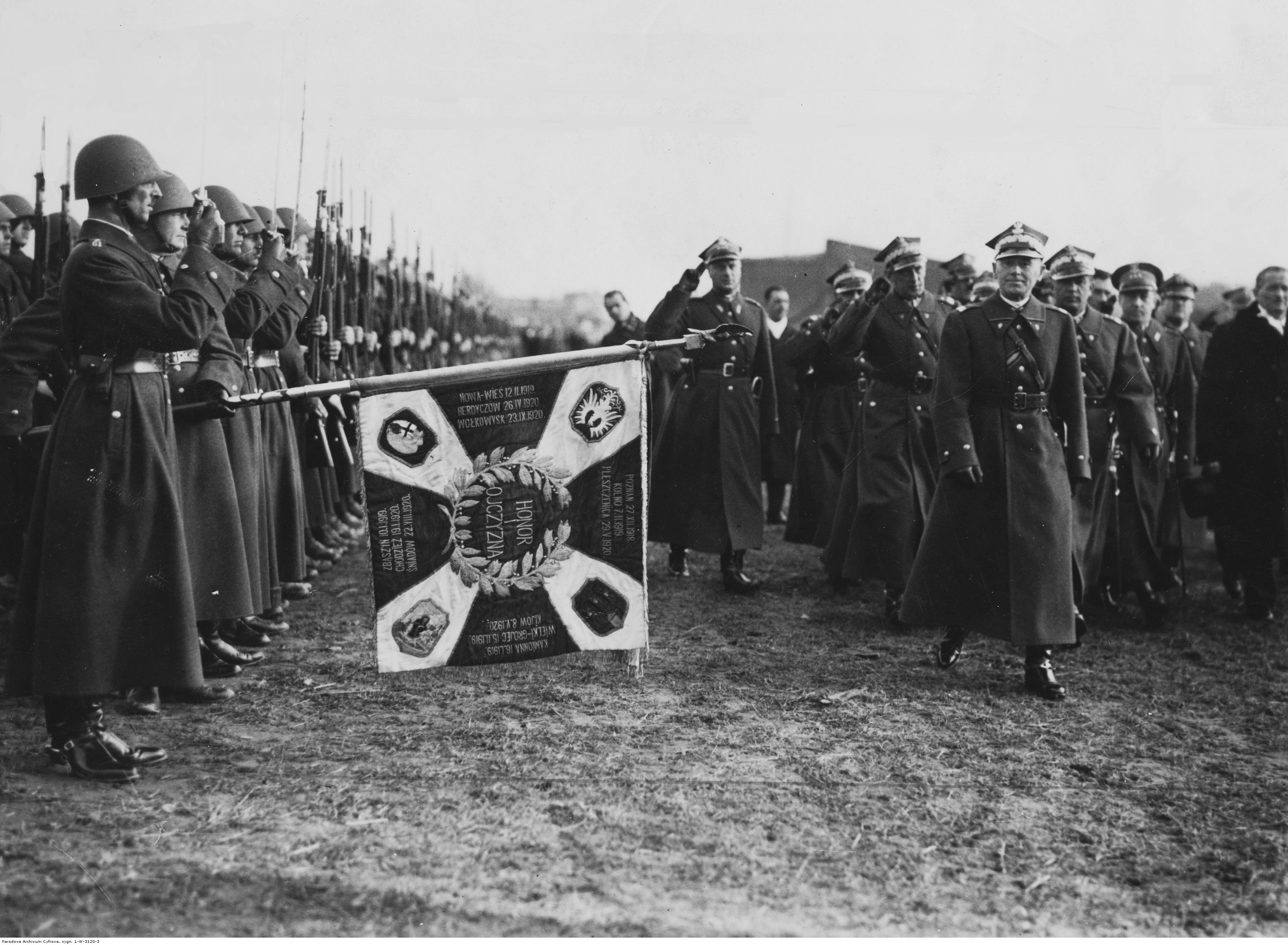
Przekazanie broni dla wojska na ręce marszałka Edwarda Rydza-Śmigłego ufundowanej przez ludność powiatu wyrzyskiego - salutuje poczet sztandarowy 61 pp; 15 listopada 1936

1 marca 1920 roku w Chodzieży pułk otrzymał chorągiew ufundowaną przez ludność ziemi chodzieskiej. Rodzicami chrzestnymi chorągwi była Melania Szulczewska ze Strzelec i doktor Zbigniew Jerzykowski, starosta chodzieski. Nie była to chorągiew przepisowa, zgodna ze wzorem opisanym w ustawie z dnia 1 sierpnia 1919 roku o godłach i barwach Rzeczypospolitej Polskiej.
4 sierpnia 1924 roku w Bydgoszczy Prezydent RP Stanisław Wojciechowski wręczył pułkowi chorągiew ufundowaną przez społeczeństwo ziemi chodzieskiej.
Od 28 stycznia 1938 roku chorągiew pułkowa zaczęła być oficjalnie nazywana sztandarem. Sztandar pułku został zakopany w dniu 18.09.1939 r. we wsi Bołtuny nad Bugiem.
Losy sztandaru po 1939 roku są nieznane.
Odznaka pamiątkowa
15 lipca 1924 roku Minister Spraw Wojskowych generał dywizji Władysław Sikorski zatwierdził odznakę pamiątkową 61 pułku piechoty. Odznaka o wymiarach 39x28 mm ma kształt stylizowanego orła z opuszczonymi skrzydłami, trzymającego w szponach jednej łapy tarczę krzyżacką pokrytą białą i czarną emalią a w drugiej łapie przyłbicę rycerską. Na łapach orła zerwane łańcuchy (symbol wyzwolenia się spod pruskiego panowania). Nad tarczą wpisano numer i inicjały „61 PP”. Odznaka jednoczęściowa – wykonana w srebrze, złocona i częściowo emaliowana, na rewersie próba srebra 900. Wykonawcą odznaki był Paul Kinder z Bydgoszczy.

## Strzelcy wielkopolscy
Dowódcy pułku
- por. Kazimierz Szczęśniak (15 III – 31 V 1919)
- płk Tadeusz Gałecki (1 VI – 2 IX 1919 i p.o. 2 IX – 3 XI 1919)
- mjr Stanisław Taczak (2 IX – 3 XI 1919[54])
- mjr Alfons Wojtkielewicz (4 XI 1919 – 17 VIII 1920)
- mjr Stefan Jeske (18 VIII – 6 IX 1920)
- mjr Alfons Wojtkielewicz (od 7 IX 1920)
- płk Jan Tabaczyński (1922 – VII 1923 → dowódca piechoty dywizyjnej 15 DP[55])
- ppłk / płk piech. Bolesław Waśkiewicz (VIII 1923 – 31 XII 1930)
- ppłk / płk dypl. piech. Jan Korkozowicz (XII 1930[56] – IV 1938)
- ppłk dypl. piech. Franciszek Sobolta (IV 1938 – 15 IX 1939, ranny)
- mjr dypl. piech. Franciszek Kajetan Wysocki (15 – †17 IX 1939)
- mjr piech. Tadeusz Marian Fischer (17 – 20 IX 1939)
- por. piech. Hugo Blechert (21 – 23 IX 1939)
- ppłk dypl. piech. Józef Popek (24 – 30 IX 1939)

Zastępcy dowódcy pułku
- ppłk piech. Karol Zagórski (od VII 1922)
- ppłk piech. Juliusz Siwak (1924 – 1925)
- ppłk dypl. piech. Zygmunt Cetnerowski (1928 – 31 X 1930 → Oddział IV SG[58])
- ppłk dypl. piech. Józef Biernacki (1 XI 1930 – 23 III 1932 → GISZ)
- ppłk piech. Stefan Malawski (III 1932[59] – VI 1934 → komendant PKU Lublin Powiat[60])
- ppłk piech. Edmund Śmidowicz (7 VI 1934[61] – VII 1937 → dowódca Morskiej Brygady ON)
- ppłk piech. Józef Władysław Wyzina (1938 – VIII 1939 → dowódca Ośrodka Zapasowego 15 DP)

II zastępca (kwatermistrz)
- mjr piech. Marian I Schultz (VIII 1935[62] – 1939)

### Żołnierze 61 pułku piechoty – ofiary zbrodni katyńskiej
Biogramy ofiar zbrodni katyńskiej znajdują się między innymi w bazach udostępnionych przez Ministerstwo Kultury i Dziedzictwa Narodowego oraz Muzeum Katyńskie.
| Nazwisko i imię            | stopień        | zawód             | miejsce pracy przed mobilizacją | zamordowany |
| -------------------------- | -------------- | ----------------- | ------------------------------- | ----------- |
| Biwan Wacław               | ppor. rez.     |                   |                                 | Katyń       |
| Doroszczak Józef           | ppor. rez.     | prawnik           |                                 | Katyń       |
| Jakubowski Stefan Wincenty | ppor. rez.     | inżynier          |                                 | Katyń       |
| Kardaś Marian Dionizy      | ppor. rez.     |                   |                                 | Katyń       |
| Kuminek Henryk Bruno       | ppor. rez.     | dziennikarz       | pracował w Bydgoszczy           | Katyń       |
| Mizgajski Bronisław        | ppor. rez.     | nauczyciel        |                                 | Katyń       |
| Raszewski Jan              | kpt. w st. sp. | żołnierz zawodowy |                                 | Charków     |
| Riebschlaeger Aleksander   | ppor. rez.     | nauczyciel        | Szkoła w Pucku                  | Charków     |
| Sulczyński Antoni          | ppor. rez.     | nauczyciel        | szkoła na Kielecczyźnie         | Charków     |